# Erik Kessmeier
Erik Karl Julius Kessmeier, född 29 mars 1882 i Eda Värmlands län, död november 1953 i Porsgrunn, var en svensk porslinsformgivare och målare.
Kessmeier studerade vid kejserliga konstskolan i Haida i Böhmen. Han var därefter anställd som konstnärlig ledare vid Porsgrunds Porselænsfabrik. Han var även verksam som teckningslärare i Porsgrunn. Hans bildkonst består av ett stort antal porträtt. Han var gift med porslinmålaren Esther Pedersen.